# ده‌دهی

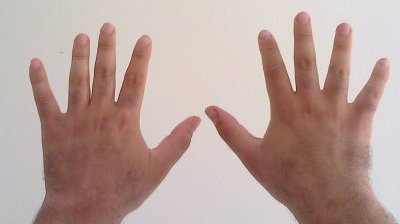
منبع شمارش ده‌دهی احتمالاً وجود ده انگشت در دو دست است.

ده‌دهی یا دستگاه اعداد پایهٔ ۱۰ در دستگاه اعداد ده‌دهی و دستگاه اعداد عربی به عددها در پایهٔ ۱۰ گفته می‌شود. این دستگاه یکی از دستگاه‌های متداول روزانه است که ما با آن به طوردائم سروکار داریم. این پایهٔ عددی به‌طور بسیار گسترده‌ای در جهان متمدن مدرن استفاده می‌شود.
نماد اعشاری اغلب به یک ارزش پایه ۱۰ مانند سیستم یا عددنویسی هندی-عربی اشاره دارد؛ با این حال، همچنین می‌تواند به‌طور کلی برای اشاره به سیستم‌های غیر ارزش مکانی مانند عددنویسی رومی یا اعداد چینی که نیز بر پایهٔ ده بنا شده مورد استفاده قرار گیرد.
در این دستگاه ارزش مکانی اولین رقم از سمت راست (°۱۰) و رقم دوم (۱۰ به توان۱) و رقم سوم (۱۰ به توان ۲) و رقم iم (۱۰ به توان i-۱) می‌باشد.

## تبدیل اعداد دهدهی صحیح به دودویی
تبدیل اعداد ده‌دهی را به‌طور متوالی بر ۲ تقسیم می‌کنیم و این عمل را تا صفر شدن خارج قسمت ادامه می‌دهیم.
سپس به ترتیب از آخرین خارج قسمت بعد آخرین باقی‌مانده به اولین باقی‌مانده می‌نویسیم.
عدد به‌دست آمده در مبنای ۲ برابر با عدد مورد نظر ما در مبنای ۱۰ خواهد بود.
تذکر: هنگامی که عدد از مبنای کوچک به مبنای بزرگتر می‌رود ظاهر آن کوچکتر می‌شود و بالعکس.